# Мария фон Саксония-Алтенбург (1845–1930)
Мария Гаспарина Амалия Антоанета Каролина Шарлота Елизабет Луиза фон Саксония-Алтенбург (на немски: Marie Gasparine Amalie Antoinette Karoline Elisabeth Luise; * 28 юни 1845 в Мюнхен; † 5 юли 1930 в дворец-резиденцията в Зондерсхаузен) от род Ернестини е принцеса от Саксония-Алтенбург и чрез женитба княгиня на Шварцбург-Зондерсхаузен (1880 – 1909).
Тя е дъщеря на принц Едуард фон Саксония-Алтенбург (1804 – 1852) и втората му съпруга принцеса Луиза Ройс цу Грайц (1822 – 1875), дъщеря на княз Хайнрих XIX Ройс-Грайц от „старата линия“ (1790 – 1836) и принцеса Гаспарина де Роан-Рошфор (1798 – 1871). Баща ѝ Едуард е брат на баварската кралица Тереза (1792 – 1854) от 1810 г. съпруга на крал Лудвиг I Баварски (1786 – 1868).
През 1852 г. майка ѝ с децата отива първо в кралския двор в дворец Нимфенбург. Майка ѝ Луиза се омъжва втори път в Грайц на 27 декември 1854 г. за княз Хайнрих IV Ройс-Кьостриц (1821 – 1894) и фамилията отива в Ройс-Кьостриц в Тюрингия. През април 1860 г. принцесата е изпратена в дворец Алтенбург при херцог Ернст фон Саксония-Алтенбург (1826 – 1908), братовчед на баща ѝ. Принцеса Мария се интересува от литература и история. Тя пътува със сестрите си в Европа.
През март 1868 г. принцеса Мария се запознава в двора в Десау с бъдещия ѝ съпруг. Тя се разболява от дифтерит и планувата сватба за август се отлага. Мария фон Саксония-Алтенбург се омъжва на 12 юни 1869 г. в църквата в двореца в Алтенбург за наследствения принц и бъдещ княз Карл Гюнтер фон Шварцбург-Зондерсхаузен (* 7 август 1830 в Арнщат; † 28 март 1909 във Вайсер Хирш до Дрезден), вторият син на 3. княз Гюнтер Фридрих Карл II фон Шварцбург-Зондерсхаузен (1801 – 1889) и първата му съпруга принцеса Каролина Ирена Мария фон Шварцбург-Рудолщат (1809 – 1833). След това те отиват в Шварцбург-Зондерсхаузен.
През Френско-пруската война 1870/1871 г. тя се грижи за ранените и болните и създава частен лазарет.
На 17 юли 1880 г. Карл Гюнтер става княз, но през 1906 г. е тежко ранен при лов и последните си три години боледува на легло. Бракът е бездетен. На Мария се дава собствен двор като вдовица и тя най-вече е в дворците Зондерсхаузен и Герен. След края на монархията 1918 г. тя получава право да живее в част от нейния бивш дворец заедно с абдикиралия се княз Гюнтер Виктор фон Шварцбург-Рудолщат (1852 – 1925) и съпругата му принцеса Анна Луиза фон Шьонбург-Валденбург (1871 – 1951).
Мария умира на 5 юли 1930 г. на 85 години в дворец-резиденцията в Зондерсхаузен. Тя е погребана в княжеската гробна капела в църквата „Тринитатис“.
Мария е полусестра на Елеонора Българска (1860 – 1917), омъжена в Кобург на 28 февруари 1908 г. за цар Фердинанд I от България (1861 – 1948).
- Княз Карл Гюнтер, последният княз на Шварцбург-Зондерсхаузен, 1898
- Дворецът резиденция в Зондерсхаузен
- Герб на Шварцбург-Зондерсхаузен